# 라이파이

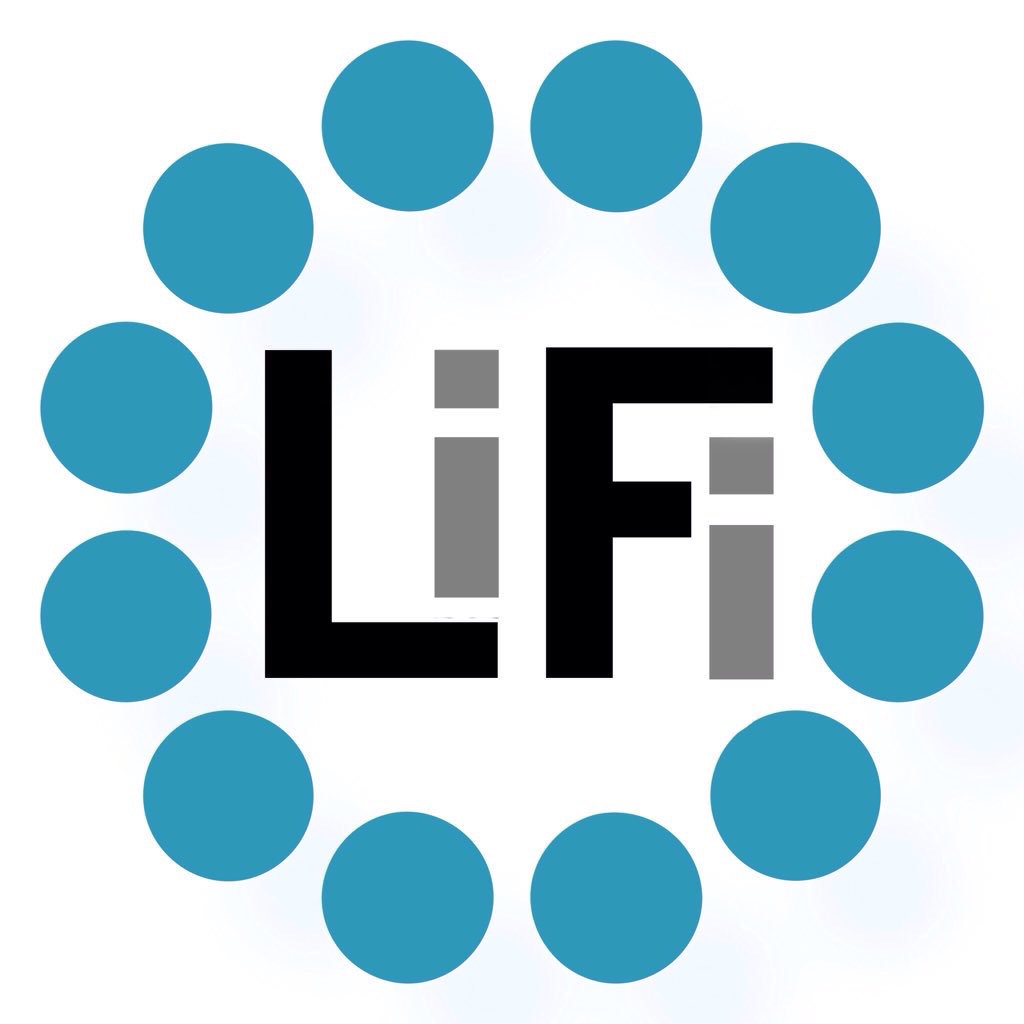
라이파이 아이콘.

라이파이(Li-Fi)란 발광 다이오드 따위의 적외선에서 근자외선까지 스펙트럼의 빛을 이용한 5세대 이동 통신 기술이다. 이 용어는 해럴드 하스 교수가 만들었다.
라이트 피델리티(Light Fidelity)를 줄인 말로, Wireless Fidelity를 줄인 Wi-Fi와 어원이 비슷하다. 송신기 역할을 하는 LED 천장 유닛으로부터 빛의 깜빡임을 통해 정보 교환이 이루어지는데, 백만 분의 1초 간격으로 깜빡이기 때문에 인간의 눈에는 인지되지 않는다.

## 특징
수신기가 어느 송신기로부터 정보를 받아야 하는지를 인지할 수 있으므로 혼선은 발생하지 않는다. 장소를 이동할 경우, 수신기가 원래의 송신기와 연결을 끊고 좀 더 가까운 송신기에 연결한다. 즉, 연속적이고 끊김없는 데이터 전송이 가능한 것이다.
Li-Fi는 빛을 사용하지만 항상 밝아야 할 필요는 없다. 한밤중이나 어두운 장소에서 Li-Fi가 필요할 경우에는 조명의 밝기를 인간이 보지 못할 밝기 정도로 낮출 수 있다. 공유기를 계속 켜 두어야 하는 Wi-Fi와는 달리, Li-Fi는 전구가 거의 꺼진 상태로 보이더라도 인터넷은 가능하다는 점에서 전력 소모도 대폭 줄일 수 있다.
수신기와 송신기 사이에 장애물이 있을 경우에도, 속도는 떨어지지만 벽으로부터의 반사광을 이용해 정보교환이 가능하다.

## 장점
장점으로는 빠른 속도를 들 수 있다. 이론상 속도는 현재 가정에 보급되는 인터넷보다는 100배 빠르고, 최신 LTE기술인 LTE-A보다는 66배이상 빠른 기술이다. 또한, 전자파 노출도 감소한다. 인터넷 연결과 조명을 동시에 사용하기 때문에 장치가 하나 줄어드는 이점이 있다. 이에 따라 에너지 효율도 증가하며, 포화 상태인 2.4 GHz Wi-Fi 대역과 겹치지 않아 주파수 혼선도 감소시킬 수 있다. 또, 전파가 전달되는 범위 안에 있고, 비밀번호만 알아내면 누구나 접속 가능한 Wi-Fi와는 달리, Li-Fi는 제한된 공간에 설치할 수 있는 것이 장점이다.
현재 병원이나 비행기 등 특수한 장소에서는 무선 통신을 원천적으로 차단한다. 이는 주파수의 혼선 때문인데, Li-Fi는 혼선 자체가 발생하지 않기 때문에 장소에 상관없이 이론상으로는 다른 장비에 영향 없이 인터넷 연결이 가능하다는 장점도 있다.

## 상용화 상태
- MWC 2014 (Mobile World Congress 2014)에서 고화질 영상 전송 시연 성공
- 프랑스 OLEDCOMM사, 영상이 아닌 실제 웹페이지 전송 시연 성공
- 중국의 상하이 푸단대학 치 낸 교수팀, 2013년 10월 150Mbps의 전송에 성공
- 같은 달 옥스퍼드∙케임브리지 등 영국 대학 연구팀, 이론상 최대 속도인 10Gbps에 근접하는 속도의 데이터 전송에 성공
- 일본, 가시광 통신을 이용한 지능교통시스템, 이를 전력선 통신과 융합하는 방안을 추진 중
- 한국, 한국전자통신연구원과 삼성전자 등이 기술 개발 중
- 프랑스, 2014년 하반기 Li-Fi 기술의 사용과 목표, 응용 기술과 기술 연구 개발이 진행 중.

## 같이 보기
- 블루투스
- 회광통신기
- 실내 위치 추적 서비스
- 와이파이 위치 획득 체계
- 슈퍼 와이파이
- 와이파이 다이렉트
- 와이파이